# جفاف أسموزي
الجفاف التنافذي  هي عملية تستخدم للإزالة الجزئية للمياه من الأنسجة النباتية عن طريق الغمر في محلول زائد التركيز (أسموزي ) .

## عملية
هي عملية إزالة الماء تعتمد على الطبيعة وهي عملية غير مدمرة و ظاهرة التنافذ تحدث عبر أغشية الخلايا .والقوة الدافعة لانتشار الماء من الأنسجة إلى المحلول يتم توفيرها من خلال الضغط الإسموزي العالي من محلول منشط .و يرافق انتشار الماء عداد متزامن لانتشار المذاب من المحلول الإسموزي إلى الأنسجة . نظرا لأن غشاء الخلية المسؤول عن النقل الإسموزي هو ليس انتقائيا تماما ، و المواد المذابة الموجودة في الخلايا ( الأحماض العضوية ، سكريات مختزلة ، المعادن ، النكهات ، مركبات الصباغ ) يمكن أيضا أن تتسرب إلى المحلول الإسموزي ، الذي يؤثر على الخصائص الحسية و التغذوية للمنتج .